# Migas secundus
Migas secundus är en spindelart som beskrevs av Wilton 1968. Migas secundus ingår i släktet Migas och familjen Migidae. Inga underarter finns listade i Catalogue of Life.